# Aeroporto di Pointe Noire
L'Aeroporto di Pointe Noire (IATA: PNR, ICAO: FCPP) è un aeroporto cittadino congolese situato nella città marittima di Pointe-Noire, nella zona meridionale del Paese.
La struttura è posta a un'altitudine è di 17 m sul livello del mare ed è dotata di una pista di atterraggio con superficie in asfalto e bitume lunga 2620 m e larga 45 m e con orientamento 17/35.